# Niklaus von Wattenwyl (Bankier)

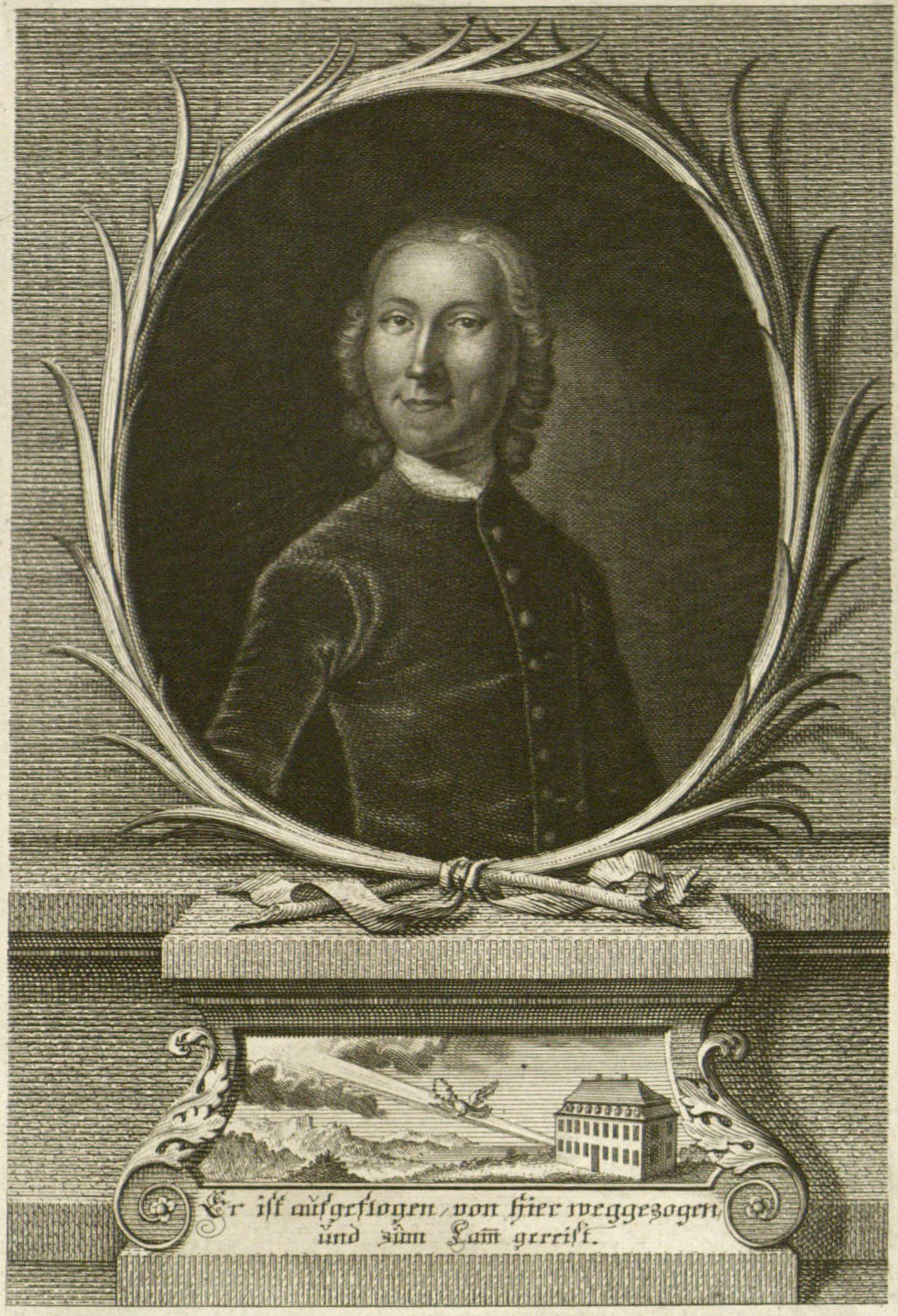
Niklaus von Wattenwyl

Niklaus von Wattenwyl (* 3. März 1695 in Bern, Stadt und Republik Bern, Alte Eidgenossenschaft, heute: Schweiz; † 8. Juni 1783 in Herrnhut in der Oberlausitz, Freistaat Sachsen, heute: Sachsen) war ein Berner Patrizier, Schweizer Bankier und Pietist.

## Leben

### Familie
Niklaus von Wattenwyl war der Sohn von Friedrich von Wattenwyl (* 1. Januar 1665 in Bern; † 13. Oktober 1741 ebenda) und dessen Ehefrau Johanna Maria (* 15. März 1674 in Bern; 1705 oder 1710), Tochter von Hans Ludwig Frisching (1627–1685), Vogt in Aarberg, er hatte noch neun weitere Geschwister, zu diesen gehörte unter anderem:
- Friedrich von Wattenwyl, Bankier und später Bischof der Herrnhuter Brüdergemeine.

Er heiratete am 25. August 1735 in Köniz, südlich von Bern, Maria (* 7. April 1709 in Bern; † 4. November 1748 in Bern), Tochter des Stiftschaffners und Kleinrats Kaspar Wyss (1656–1734). Gemeinsam hatten sie vier Kinder:
- Rudolf Friedrich von Wattenwyl (* 1. Januar 1738 in Bern; † 1809), verheiratet mit Elisabeth (* 1740), Tochter des Grafen Nikolaus Ludwig von Zinzendorf;
- Niklaus von Wattenwyl (* 4. Januar 1740 in Bern; † 15. Mai 1744 ebenda);
- Maria Anna von Wattenwyl († nach 1777);
- Johann Rudolf von Wattenwyl (* 22. Juli 1747 in Bern; † 1819), verheiratet mit Maria Perpetua (* 1752), Tochter des Landeshauptmanns Hans Heinrich von Planta-Wildenberg (1717–1777), ihre Tochter Maria Theresia von Wattenwyl (1780–1865) war verheiratet mit Friedrich Ludwig von Tschirschky und Bögendorf (1769–1829), Landesbestallter (Stellvertreter des Landesältesten[2]) der sächsischen Oberlausitz.

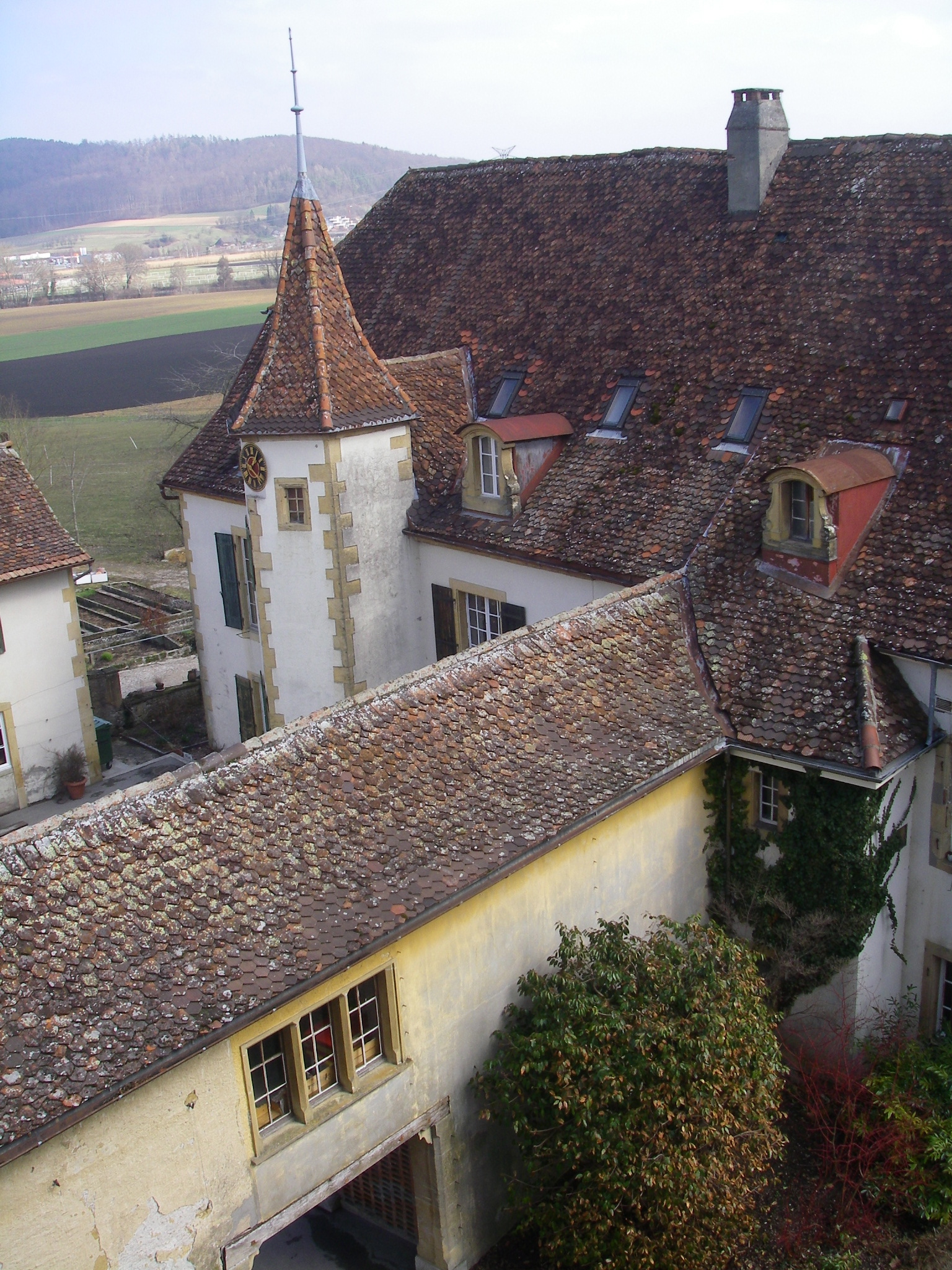
Schloss Montmirail

### Werdegang
Niklaus von Wattenwyl war Partner der Privatbank Samuel Müller & Cie. in London und galt als einer der Hauptverantwortlichen für deren Konkurs 1721 (siehe auch Berner Bankenkrise von 1720); sein Bruder Friedrich von Wattenwyl galt als einer der Verantwortlichen beim Zusammenbruch des Bankhauses Malacrida & Cie.
Nach Abschluss des Konkursverfahrens 1729 kehrte er nach Bern zurück.
1766 fertigte er ein Gutachten zur Töchterpension der Herrnhuter Brüdergemeine in Montmirail im 18. Jahrhundert, deren Besitzer er seit 1747 war, nachdem er es von Heinrich Giller zurück erworben hatte, der es seinem Vater abgekauft hatte.

### Pietistisches Wirken
Niklaus von Wattenwyl neigte, ebenso wie sein Vater und sein Bruder Friedrich von Wattenwyl, dem Pietismus zu. Nachdem er 1719 in Paris Nikolaus Ludwig von Zinzendorf kennengelernt hatte, wurde er 1741 in Genf in die Herrnhuter Brüdergemeine aufgenommen und trat nach dem Tod seiner Frau 1748 ganz in deren Dienst.